# Jitter
Jitter je v elektronice a telekomunikacích náhodné nebo daty vyvolané krátkodobé nekumulativní kolísání fází nebo charakteristických okamžiků digitálního signálu od jejich ideálních poloh v čase relativně k referenčnímu (hodinovému) signálu. Jitter je důležitým faktorem při návrhu elektronických obvodů a používá se při korekci hodinových signálů.

## Významy
- v sekvenčních obvodech jitter značí rozkolísání (nestabilitu) zdroje hodinové frekvence (oscilátoru) a signálů z něj odvozených

- v telekomunikacích podobně jako v sekvenčních obvodech značí nestabilitu zdroje frekvence (oscilátoru) – tedy například rozkolísání synchronizačních impulzů

- na audio CD disku je jako jitter označováno zdvojení nebo vynechání krátkého úseku při čtení audiostopy, které vznikne při přesunu čtecí hlavy (seek) například v okamžiku, kdy nelze při aktuální rychlosti zvuková data přečíst a je nutný další pokus o čtení při nižší rychlosti. Nepřesné nastavení čtecí hlavy způsobuje absence přesných pozičních údajů v audio stopě, které standard Red Book nevyžaduje. Jitter se omezuje pomocí software až v počítači nebo speciálním pomalým režimem čtení audio CD (přímo v CD mechanice). Problém se netýká čtení datových CD

- v počítačových sítích a převážně v sítích založených na protokolu IP jako je Internet, jitter znamená kolísání velikosti zpoždění paketů při průchodu sítí (vzniká např. na routerech kvůli změnám směrování, chování interních front routeru atd.)